# ألبرت ليو شلاجيتر
ألبرت ليو شلاجيتر ( [ˈalbɛʁt ˈleːo ˈʃlaːɡɛtɐ]؛ 12 أغسطس 1894 – 26 مايو 1923) كان عضوا في فرايكوربس الألمانية. قام شلاجيتر بتخريب جزء من مسار السكك الحديدية في منطقة ألمانية التي كانت تحت الاحتلال الفرنسي بعد الحرب العالمية الأولى. تم اعتقاله وإعدامه من قبل الجيش الفرنسي. أدى هذا بالقوميين الألمان إلى إعلانه بطلاً. عزز طريقته في الموت هالة الاستشهاد من حوله، التي زرعتها الجماعات القومية الألمانية، ولا سيما الحزب النازي. خلال الرايخ الثالث، تم الاحتفال به على نطاق واسع كبطل قومي.

## الحياة
ولد شلاجيتر في شوناو إم شفارتسفالد لأبوين كاثوليكيين.
بعد اندلاع الحرب العالمية الأولى، أصبح عاملاً طوعيًا في حالات الطوارئ للجيش. خلال الحرب، شارك في العديد من المعارك، ولا سيما إبرس (1915)، السوم (1916) وفردان، وحصل على الصليب الحديدي من الدرجة الأولى والثانية. بعد ترقيته إلى ملازم، شارك في معركة باشنديل الثالثة (1917). بعد الحرب وفصله من الجيش الذي تم تخفيض عدده، وصف شلاجيتر نفسه بأنه طالب للعلوم السياسية، لكنه درسها لمدة عام واحد على الأكثر.
في هذا الوقت، أصبح عضوًا في مجموعة طلابية يمينية. وسرعان ما انضم أيضًا إلى فرايكروبس وشارك في انقلاب كاب ومعارك أخرى بين الفصائل العسكرية والشيوعية التي كانت تهز ألمانيا. كما شاركت وحدته في انتفاضات سيليزيا التي تقاتل على الجانب الألماني.
اندمجت بالفعل بالقرب من النازيين، في وقت معركة معركة أنابيرج عام 1921، اندمجت وحدة شلاغتر مع الحزب النازي الناشئ.  خلال انتفاضة سيليزيا الثالثة عام 1921، أصبح شلاجيتر سيئ السمعة لاضطهاد السكان المحليين والأعمال الإرهابية ضد كل من البولنديين والألمان الذين اعتبرهم هو ومجموعته معارضيه لقضيته. 
بعد الاحتلال الفرنسي للرور عام 1923، قاد مجموعة من القوميين في عمليات التخريب ضد قوة الاحتلال. تمكنت المجموعة من عرقلة عدد من القطارات. في 7 أبريل 1923، حصل الفرنسيون على معلومات عن شلاجيتر وأنشطته، وتم اعتقاله في اليوم التالي. أمام محكمة عسكرية في 7 مايو 1923، حكم عليه بالإعدام. في صباح يوم 26 مايو، تم إعدامه في منطقة جولزهايمر بالقرب من دوسلدورف.

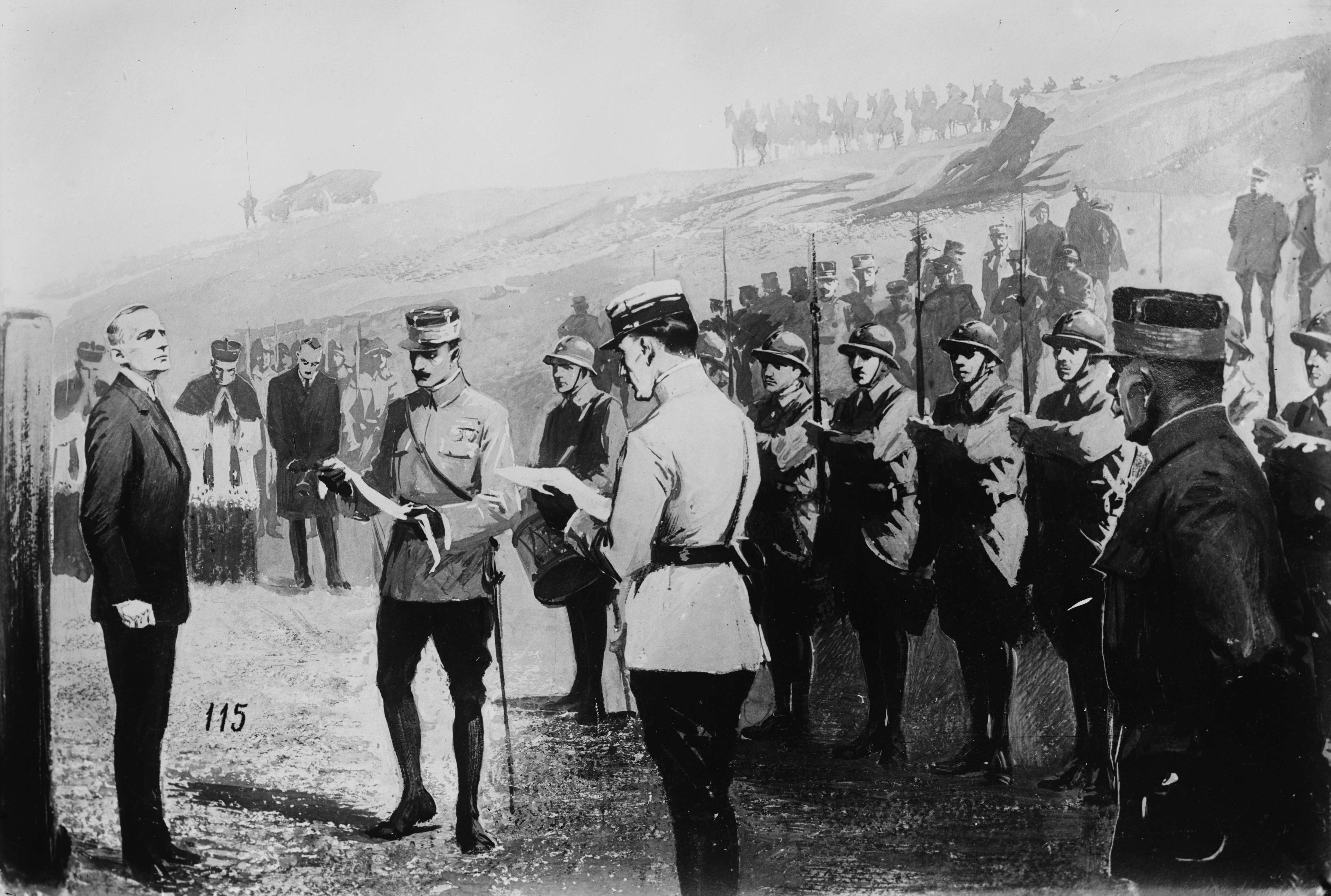
شلاجيتر يواجه فرقة إطلاق النار

في 8 مايو، كتب شلاغتر لوالديه: «من عام 1914 حتى اليوم ضحيت بكل قوتي للعمل من أجل وطني ألمانيا، من الحب والولاء الخالص. حيث كنت اعاني، لفتني من أجل المساعدة ... لم أكن زعيم عصابة، ولكن في العمل الهادئ حاولت مساعدة بلدي. لم أرتكب أي جريمة أو قتلت احدا». 
بعد وفاته على الفور تقريبًا، اغتال رودولف هوس خائنه المزعوم، فالتر كادو. وقد ساعده مارتن بورمان. حُكم على هس بعشر سنوات لكنه خدم أربع سنوات فقط. تلقى بورمان عقوبة سنة واحدة. 

## رمز بطولي للنازية

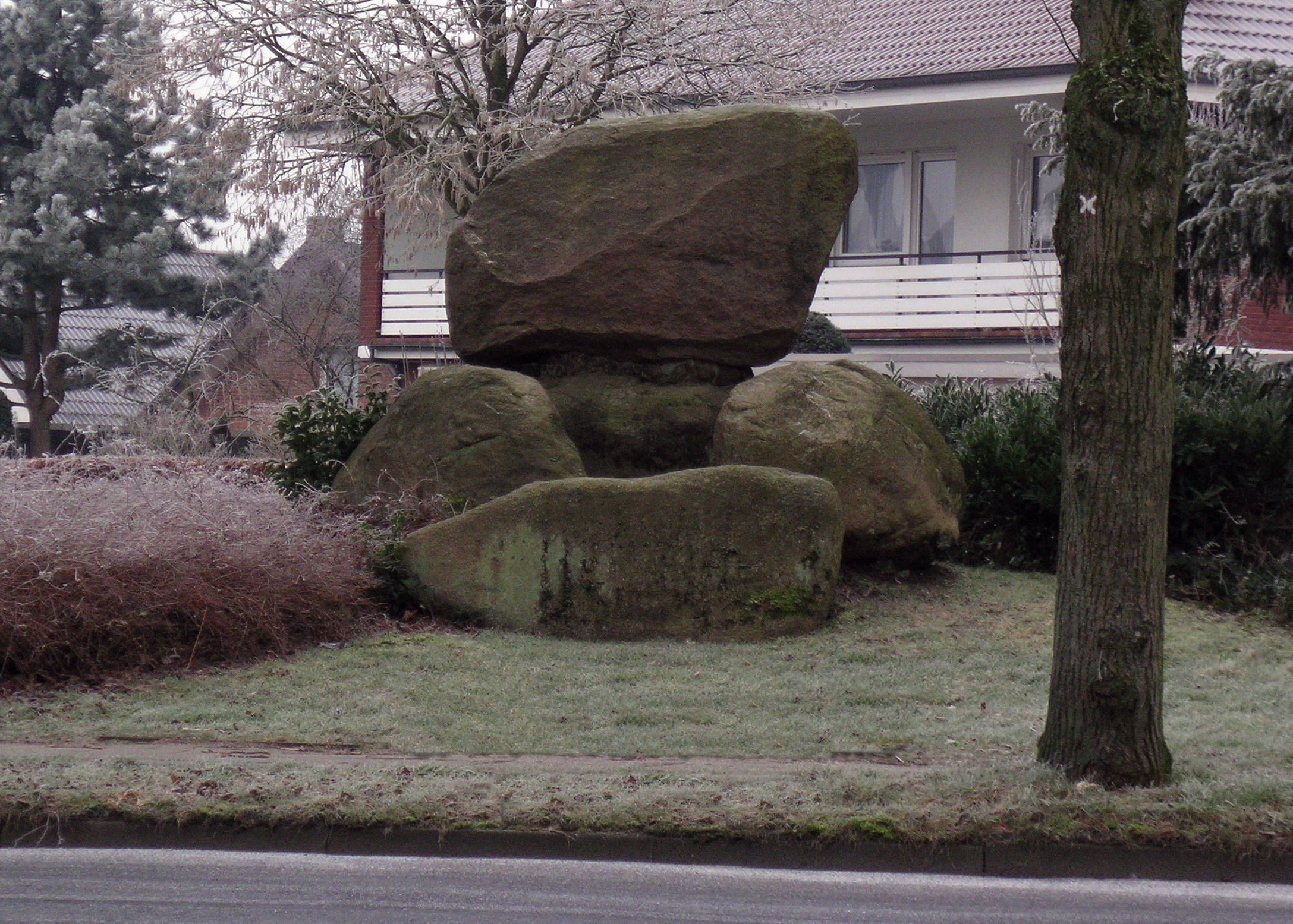
نصب شلاجيتر التذكاري في بيلربك. تمت إزالة النقش بعد الحرب.

بعد إعدامه أصبح بطلاً لبعض شرائح السكان الألمان. مباشرة بعد وفاته، تم تشكيل جمعية ذكرى شلاجيتر، التي أنشئت نصب تذكاري لتكريمه. سعى الحزب الشيوعي الألماني إلى فضح أسطورة شلاجيتر من خلال تعميم خطاب يلقيها كارل راديك يصوره كشخص شريف ولكن مضلل.  كان الحزب النازي هو الأكثر استغلالًا لقصة شلاجيتر. يشير إليه هتلر في كفاحي.  تم وضع الطقوس لإحياء ذكرى وفاته، وفي عام 1931 نجحت الجمعية التذكارية في الحصول على نصب تذكاري بالقرب من موقع إعدامه. كان هذا صليبًا عملاقًا وسط حلقات حجرية غارقة.  تم إنشاء نصب تذكارية أخرى أصغر.
بعد عام 1933 أصبح شلاجيتر أحد الأبطال الرئيسيين للنظام النازي. 
في يونيو 1933، اجتمع الاشتراكيون الوطنيون من منطقة باساو في جبل Dreisessel في غابة بافاريا لتكريس نصب شلاجيتر التذكاري.  في سبتمبر 1933، خصصت مدينة باساو نصبها التذكاري الخاص بها في هامربرج المطلة على نهر إن.  في ربيع عام 1938، أضاف باساو شارع شلاجيتر وساحة شلاجيتر. 